# گاه‌شمار پرواز فضایی
این صفحه حاوی گاه‌شمار پروازهای فضایی شناخته‌شده، هم پروازهای سرنشین‌دار و هم پروازهای بدون سرنشین است که بر پایهٔ تاریخ پرتاب مرتب شده‌اند. با توجه به اندازهٔ بزرگ آن، این گاه‌شمار به مقاله‌هایی کوچک‌تر، هر مقاله برای یک سال از سال ۱۹۵۱، تفکیک شده‌است. فهرستی از پروازهایی که در سال‌های پیش از ۱۹۵۱ انجام شده‌اند نیز موجود است.
فهرست سال ۲۰۲۵، و فهرست‌های سال‌های بعد از آن، حاوی پرتاب‌های برنامه‌ریزی‌شده هستند؛ هرچند که با کلیک بر روی پیوند ۲۰۲۵ در جعبهٔ اطلاعات (سمت چپ) اطلاعات دقیق و به‌روز سال کنونی را مشاهده خواهید کرد.
در چارچوب اهداف این فهرست، پروازهایی به‌عنوان پرواز فضایی در نظر گرفته شده‌اند که از خط کارمان، یعنی کرانهٔ فضا مشخص‌شده از سوی فدراسیون بین‌المللی هوانوردی گذر کرده‌باشند؛ خط کارمان ۱۰۰ کیلومتر (۶۲ مایل) بالاتر از سطح دریای آزاد در نظر گرفته شده‌است. این گاه‌شمار دربردارندهٔ تمام پروازهایی است که از کرانهٔ فضا گذر کرده‌اند، برای چنین مقصودی انجام شده‌اند اما در انجام آن موفق نبوده‌اند، یا برای پرتاب در آینده برنامه‌ریزی شده‌اند. پروازهای آزمایشی قابل توجه از سامانه‌های پرواز فضایی، حتی اگر برای دستیابی به فضا برنامه‌ریزی نشده‌باشند، ممکن است در فهرست آمده باشند. برخی فهرست‌ها ممکن است به پروازهای مداری (ارسال محموله به مدار، موفق یا ناموفق) و پروازهای زیر مداری (برای مثال، موشک‌های بالستیک، موشک‌های ژرفاسنج، فضاپیماهای تحقیقاتی) تقسیم شده‌باشند.

## پرتاب‌های مداری بر پایه سال
استخراج‌شده از داده‌های پرتاب‌ها.
- ناموفق
- ناتمام
- موفق
- برنامه‌ریزی‌شده

## دستیابی به اعماق فضا پس از ۲۰۲۹
| تاریخ (UTC)    | فضاپیما   | رویداد                                   | ملاحظات                 |
| -------------- | --------- | ---------------------------------------- | ----------------------- |
| ۲۶ دسامبر ۲۰۳۰ | لوسی      | سومین کمک گرانشی در زمین                 | ارتفاع هدف ۶۶۰ کیلومتر  |
| ژوئیه ۲۰۳۱     | هایابوسا۲ | در حال نزدیک شدن به سیارک ۱۹۹۸ کی‌وای۲۶   |                         |
| ۲ مارس ۲۰۳۳    | لوسی      | پرواز از کنار سیارک دودویی پاتروکلوس ۶۱۷ | ارتفاع هدف ۱۰۰۰ کیلومتر |